# Tukuma
Tukuma é um filme de drama dinamarquês de 1984 dirigido e escrito por Palle Kjærulff-Schmidt, Josef Tuusi Motzfeldt e Klaus Rifbjerg. Foi selecionado como representante da Dinamarca à edição do Oscar 1985, organizada pela Academia de Artes e Ciências Cinematográficas.

## Elenco
- Thomas Eje - Erik
- Naja Rosing Olsen - Sørine
- Rasmus Lyberth - Rasmus
- Benedikte Schmidt - Elizabeth
- Rasmus Thygesen - Otto